# Tichomirowka (Kaliningrad)
Tichomirowka (russisch Тихомировка, deutsch Tatarren) ist ein Ort in der russischen Oblast Kaliningrad. Er gehört zur kommunalen Selbstverwaltungseinheit Munizipalkreis Osjorsk im Rajon Osjorsk.

## Geographische Lage
Tichomirowka liegt 18 Kilometer nordwestlich der Rajonstadt Osjorsk (Darkehmen/Angerapp) und zwei Kilometer südlich der Kommunalstraße 27K-160 von Krasnojarskoje (Sodehnen) nach Sadowoje (Szallgirren/Kreuzhausen) und ist von dort über den Anschluss Donskoje (Elkinehlen/Elken) zu erreichen.
Vor 1945 war Tatarren Bahnstation an der Strecke von Insterburg (seit 1946: Tschernjachowsk) nach Trempen (Nowostrojewo) der Insterburger Kleinbahnen.

## Geschichte
Das Gut Tatarren wurde im Jahr 1817 von Ernst von Saucken, den Besitzer des Gutes Tarputschen (1938–1945 Sauckenhof, heute russisch: Luschki) hinzu erworben. 1818 lebten im Gutsbezirk Tatarren 43 Einwohner, deren Zahl bis 1863 auf 261 anstieg, 1907 noch 195 und 1925 230 betrug. Tatarren besaß eine Mühle, die an dem zu einem Teich aufgestauten kleinen Fluss Skardup (1938–1945: Barbe, heute russisch Prudowaja) betrieben wurde.
Der Gutsbezirk Tatarren gehörte spätestens seit 1882 zum Amtsbezirk Tarputschen im Kreis Darkehmen. Im Jahr 1928 wurde er mit dem Ortsteil Warnascheln (nicht mehr existent) des Gutsbezirks Ernstburg (russisch nach 1945: Sady, nicht mehr existent) zur neuen Landgemeinde Tatarren zusammengeschlossen. Spätestens seit diesem Zeitpunkt gehörte auch der ehemalige Gutsbezirk Grafenheyde (nicht mehr existent) zu Tatarren. In dem so erweiterten Ort gab es im Jahr 1933 300 Einwohner, und im Jahr 1939 noch 269. Der Ortsteil Warnascheln wurde seit 1938 Warnheide genannt. Seit 1939 gehörte die Landgemeinde Tatarren zum Amtsbezirk Kreuzhausen (heute russisch: Sadowoje).
Im Januar 1945 wurde Tatarren von der Roten Armee besetzt. Die neue Polnische Provisorische Regierung ging zunächst davon aus, dass der Ort mit dem gesamten Kreis Darkehmen (Angerapp) unter ihre Verwaltung fallen würde. Im Potsdamer Abkommen (Artikel VI) von August 1945 wurde die neue sowjetisch-polnische Grenze aber unabhängig von den alten Kreisgrenzen anvisiert, wodurch der Ort unter sowjetische Verwaltung kam. Die polnische Umbenennung des Ortes in Tatary im Juli 1947 wurde (vermutlich) nicht mehr wirksam. Im November 1947 erhielt er den russischen Namen Tichomirowka und wurde gleichzeitig dem Dorfsowjet Nowostrojewski selski Sowet im Rajon Osjorsk zugeordnet. Später gelangte der Ort in den Nekrassowski selski Sowet. Von 2008 bis 2014 gehörte Tichomirowka zur Landgemeinde Nowostrojewskoje selskoje posselenije, von 2015 bis 2020 zum Stadtkreis Osjorsk und seither zum Munizipalkreis Osjorsk.

## Kirche
Mit seiner fast ausnahmslos evangelischen Einwohnerschaft war Tatarren vor 1945 in das Kirchspiel Trempen (seit 1946: Nowostrojewo) eingepfarrt und gehörte zum Kirchenkreis Darkehmen (1938–1946 Angerapp, seit 1946: Osjorsk) in der Kirchenprovinz Ostpreußen der Kirche der Altpreußischen Union. Letzter deutscher Geistlicher war Pfarrer Karl Murach.
In der Zeit der Sowjetunion fand kirchliches Leben aufgrund staatlichen Verbotes nicht statt. Erst in den 1990er Jahren bildeten sich in der Oblast Kaliningrad zahlreiche neue evangelische Gemeinden, von denen Tichomirowka die am nächsten gelegene die in Tschernjachowsk (Insterburg) ist. Sie ist der ebenfalls neu gegründeten Propstei Kaliningrad in der Evangelisch-Lutherischen Kirche Europäisches Russland (ELKER) zugeordnet.

## Söhne und Töchter des Ortes
- Ernst von Saucken (1856–1920 in Tatarren), ostpreußischer Maler und Komponist